# 990

## Събития
- 1 януари – Киевска Рус приема Юлианския календар.